# ألكسندر ماكفارلين (قاض)
ألكسندر ماكفارلين (1702 - 1755) هو عالم رياضيات وعالم فلك وتاجر ومالك للعبيد في كينغستون، جامايكا. أصبح زميلا في الجمعية الملكية في 1747، ويعتبر «واحد من أفضل علماء الرياضيات في سن».
تبرع لمرصد ماكفارلين في جامعة غلاسكو، حيث ورث أدواته عند وفاته في عام 1755.

## حياة مبكرة وتعليم
تخرج مع درجة الماجستير من جامعة غلاسكو في عام 1728.
وفي عام 1735، هاجر إلى جامايكا حيث أصبح تاجراً وزارعاً ومالكاً للعبيد في كينغستون. وأصبح بعد ذلك قاضيا مساعدا وعضوا في الجمعية التشريعية في كينغستون.

## وفاة
توفي في جامايكا في عام 1755. تم تكليف المخترع الإسكتلندي جيمس وات بإصلاح وتعديل الوثائق والصكوك التي قدمها ماكفارلين إلى جامعة غلاسكو، الذي أصبح مهتما في المحركات البخارية أثناء العمل على الصكوك في الجامعة.
في عام 1815، تم افتتاح شارع ماكفارلين في غلاسكو بعد ماكفارلين. وعند وفاته كان يملك 791 من العبيد.
في سبتمبر 2018، نشرت جامعة غلاسكو تقريرا بعنوان «الرق، والإلغاء وجامعة غلاسكو» في جهودها نحو «برنامج العدالة الإصلاحية». وهو يحدد الهدايا الهامة التي تلقتها الجامعة من الناس التي تستمد الثروة من العبودية، والتي تشمل اعترافا بقيمة ورأس المال الفكري للأدوات التي تبرع بها ألكسندر ماكفارلين.